# شکرپاره (فیلم)
شکرپاره (ترکی استانبولی: Şekerpare) یک فیلم به کارگردانی عاطیف ییلماز است که در سال ۱۹۸۳ منتشر شد. از بازیگران آن می‌توان به الیاس سلمان، شنر شن، آیشن گرودا، و سرا ییلماز اشاره کرد.